# Spearwood
Spearwood è un sobborgo situato nell'area metropolitana di Perth, in Australia Occidentale; esso si trova 18 chilometri a sud del centro cittadino ed è la sede della Città di Cockburn.